# Coalition of Faith-Based Organizations Austria
Die Coalition of Faith-Based Organizations Austria, zu deutsch Koalition glaubensbasierter Organisationen Österreich, hat ihren Sitz in Wien. In Österreich ist die CFBO als gemeinnütziger Verein organisiert.

## Ziel
Das Ziel der CFBO Austria ist der Einsatz für Erziehung zum Frieden, gegen Korruption, für Prävention. Dafür wird am UNO-Standort Wien verstärkt mit Behörden der Vereinten Nationen kooperiert, z. B. UNODC.

## Vorstand
Teil des Vorstands sind u. a. Agnieszka Jacob, Bischof Heinz Lederleitner, Cor-Episcopos Emanuel Aydin, Afsar Rathor, Ilse Andrea Ennsfellner, Botschafter Thomas Stelzer, Elmar Kuhn (Generalsekretär Christen in Not), Erzbischof Tiran Petrosyan, Imam Dzemal Sibljakovic, Michael Platzer (International CFBO), Peter Haider, Präsident Gerhard Weissgrab, Rabbiner Schlomo Hofmeister, Titus Leber;